# 木下文次

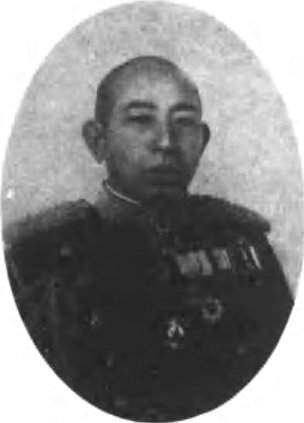
木下文次

木下 文次（きのした ぶんじ、1875年（明治8年）1月3日 - 1968年（昭和43年））は、明治・大正・昭和初期の軍人。佐賀郡東与賀町（現佐賀市東与賀町）出身。最終階級は陸軍中将。栄典は正二位勲二等。

## 経歴
1875年、元東与賀村助役木下善次の長男として生まれる。与賀高等小学校から佐賀中学校、さらに陸軍士官学校に8期生として入校。成績優秀で所謂「恩賜の銀時計」組であった。日露戦争に従軍し、遼陽会戦にて負傷し前線を離れた。戦後は陸軍大学校に学び（陸大18期）ここでも銀時計組となった。
その後は歩兵第56連隊長、第2師団参謀長、歩兵第29旅団長を経て1925年（大正14年）旅順要塞司令官に着任。軍事に加え遼東半島の軍政を司った。1927年（昭和2年）陸軍中将に上りほどなく予備役に入った。
軍を退役後は郷里の佐賀に戻り佐賀育英会の事業や佐嘉神社奉賛会長などを勤めたほか、地元に公民館や公園を寄贈している。毎年の村の招魂祭には幣帛料を贈り続け、英霊を弔う生活を続けた。1968年（昭和43年）93歳で死去。

## 栄典
- 1897年（明治30年）10月15日 - 正八位[1]
- 1899年（明治32年）12月26日 - 従七位[2]
- 1922年（大正11年）10月20日 - 正五位[3]